# Dzitbalché Castellot
Dzitbalché Castellot är en ort i Mexiko.   Den ligger i kommunen Champotón och delstaten Campeche, i den östra delen av landet, 900 km öster om huvudstaden Mexico City. Dzitbalché Castellot ligger 33 meter över havet och antalet invånare är 174.
Terrängen runt Dzitbalché Castellot är platt. Runt Dzitbalché Castellot är det glesbefolkat, med 11 invånare per kvadratkilometer. Närmaste större samhälle är Kikab, 16,2 km norr om Dzitbalché Castellot. Omgivningarna runt Dzitbalché Castellot är en mosaik av jordbruksmark och naturlig växtlighet.